# Премія «Кіноколо» за найкращий короткометражний ігровий фільм
Премія «Кіноколо» за найкращий короткометражний ігровий фільм — одна з кінематографічних нагород, яку надають в рамках Національної премії кінокритиків «Кіноколо». Її присуджують найкращому короткометражному ігровому фільму українського виробництва починаючи з першої церемонії вручення нагород премії 2018 року. Премією нагороджується режисер та/або продюсер фільму
Першим переможцем у цій номінації став фільм «Штангіст» режисера Дмитра Сухолиткого-Собчука.

## Переможці та номінанти
Нижче наведено список фільмів, які отримали цю премію, а також номінанти. ★ Імена переможців виділені окремим кольором

## 2010-ті
| Церемонії   | Назва фільму         | Режисер(и)                         | Продюсер(и)                                                     | Країна            |
| ----------- | -------------------- | ---------------------------------- | --------------------------------------------------------------- | ----------------- |
| 1-ша (2018) | ★ «Штангіст»         | Дмитро Сухолиткий-Собчук           | Єва Ястржебська, Валентин Васянович, Конрад Стефаняк            | Україна · Польща  |
| 1-ша (2018) | «Mia donna»          | Павло Остріков                     | Юрій Мінзянов, Дмитро Мінзянов                                  | Україна           |
| 1-ша (2018) | «Крокодил»           | Катерина Горностай                 | Наталія Лібет, Віталій Шереметьєв, Ольга Бесхмельниціна         | Україна           |
| 1-ша (2018) | «Поза зоною»         | Нікон Романченко                   | Валерія Сочивець                                                | Україна           |
| 2-га (2019) | ★ «У нашій синагозі» | Іван Орленко                       | Олена Єршова, Яна Краль                                         | Україна           |
| 2-га (2019) | «Знебарвлена»        | Марина Степанська                  | Дар'я Бассель, Наталія Лібет, Віталій Шереметьєв, Сергій Зленко | Україна           |
| 2-га (2019) | «Анна»               | Декель Беренсон                    | Мерлін Мертон, Ольга Бесхмельниціна, Віталій Шереметьєв         | Україна · Ізраїль |
| 2-га (2019) | «Різдвяні історії»   | Філіп Сотниченко, Валерія Сочивець | Ельміра Асадова, Ольга Райтер                                   | Україна           |

## 2020-ті
| Церемонії   | Назва фільму    | Режисер(и)          | Продюсер(и)                                           | Країна |
| ----------- | --------------- | ------------------- | ----------------------------------------------------- | ------ |
| 3-тя (2020) | ★«Нетерпимість» | Станіслав Битюцький | Станіслав Битюцький                                   |        |
| 3-тя (2020) | «Бульмастиф»    | Анастасія Буковська | Данило Каптюх, Микита Буковський, Анастасія Буковська |        |
| 3-тя (2020) | «Схрон»         | Оксана Войтенко     | Юрій Мінзянов, Катерина Банах                         |        |
| 3-тя (2020) | «Чачьо»         | Віталій Гавура      | Євгенія Відіщева                                      |        |